# Valdemar Santana
Pour les articles homonymes, voir Santana.
Valdemar Santana, né en 1929 à Salvador (Bahia) et mort en 1984, est un ancien pratiquant brésilien de combat libre spécialisée dans la capoeira, le judo, la boxe, et le jiu-jitsu brésilien.

## Record
Valdemar Santana est célèbre pour avoir pris part au combat le plus long de l'histoire du combat libre en mai 1955 contre son ancien maître Hélio Gracie. Santana gagna ce match après un combat de 3 heures et 45 minutes (225 minutes).